# One Wish (for Christmas)
"One Wish" là một ca khúc cho nhạc Giáng sinh của ca sĩ R&B người Mĩ, Freddie Jackson trong album Freddie Jackson at Christmas, phát hành năm 1994.

## Phiên bản hát lại củaWhitney Houston
Ca sĩ R&B người Mĩ Whitney Houston đã thu âm lại ca khúc này và đưa nó vào album phát hành năm 2003 của cô: One Wish: The Holiday Album. Phiên bản hát lại của cô được đặt tên lại là "One Wish (for Christmas)". Đây là đĩa đơn duy nhất được phát hành từ album và đã đạt vị trí 20 trên bảng xếp hạng Billboard Adult Contemporary. Ca khúc này không có video ca nhạc và cũng không xuất hiện trên bất cứ bảng xếp hạng nào khác.

### Vị trí trên bảng xếp hạng
| Bảng xếp hạng (2003)                  | Vị trí cao nhất |
| ------------------------------------- | --------------- |
| Hoa Kỳ Adult Contemporary (Billboard) | 20              |